# Contrato Grace

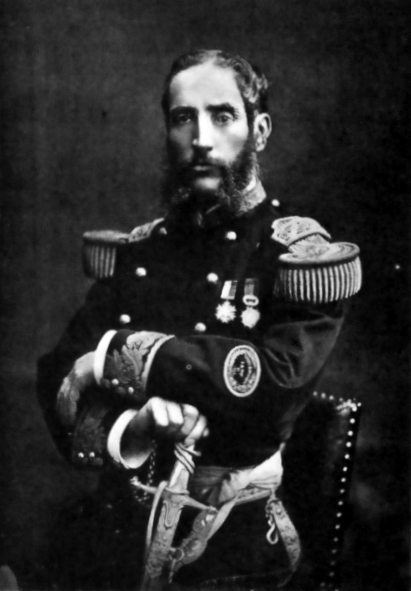
El presidente del Perú Andrés Avelino Cáceres, bajo cuyo primer gobierno se firmó el Contrato Grace.

El Contrato Grace, llamado también contrato Aspíllaga-Donoughmore (por haberlo firmado Ántero Aspíllaga y Lord Donoughmore), fue suscrito el 25 de octubre de 1888 entre el gobierno peruano y el Comité Inglés de Tenedores de Bonos de la Deuda Externa del Perú, por el cual esta entidad liberaba al Perú del pago de dicha deuda, a cambio de la entrega de la administración de sus ferrocarriles por 66 años, entre otras concesiones. Se denominó Grace, pues el representante de los bonistas ingleses y redactor primigenio del proyecto de contrato fue Michael P. Grace, un hombre de negocios de origen irlandés. Fue sometido a su aprobación al Congreso de la República, abriéndose un amplio e intenso debate sobre sus ventajas y desventajas para los intereses de la nación. Durante varios meses se fue prorrogando su aprobación en el parlamento, por obra de una minoría parlamentaria combativa, hasta que el gobierno hizo vacar a estos congresistas y nombrar a otros, logrando finalmente la aprobación en octubre de 1889. Los bonistas ingleses crearon la compañía The Peruvian Corporation para la administración de los ferrocarriles peruanos.

## Contexto
Después de la guerra con Chile e iniciado el proceso de Reconstrucción Nacional, el Perú se vio frente a una cuantiosa deuda externa proveniente de los empréstitos de 1869, 1870 y 1872, que llegaba a la enorme suma de 51 millones de libras esterlinas, lo cual, obviamente, resultaba imposible de pagar pues equivalía en varias veces todo el presupuesto de la República. Los acreedores amenazaron con requisar al Perú sus exportaciones, si es que el gobierno peruano no se avenía a transar un acuerdo. Urgía pues, buscar una salida. Por otro lado, el estado de deterioro de los ferrocarriles hacía necesaria la llegada de fuertes capitales para restaurarlos y construir otros.

## El proyecto de convenio de Michael Grace

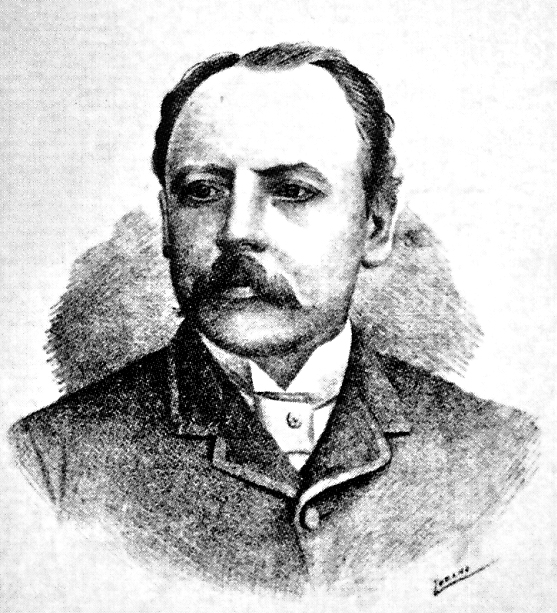
Michael P. Grace, empresario de origen irlandés con intereses en los negocios guaneros y ferroviarios en el Perú.

A fines de 1886, el negociante irlandés Michael P. Grace (representante de la Casa Grace), en nombre de los acreedores extranjeros reunidos en un "Comité Inglés de Tenedores de Bonos de la Deuda Externa del Perú", presentó al gobierno de Andrés A. Cáceres el proyecto de un convenio para cancelar la deuda peruana. La propuesta era que el Estado peruano entregara a los acreedores todos sus ferrocarriles y obras ferroviarias por 75 años, así como tres millones de toneladas de guano, dos millones de hectáreas en la selva central, el privilegio de explotar las minas de cinabrio en Santa Bárbara - Huancavelica, la explotación del petróleo en Piura, además de la concesión del libre uso de los muelles a donde llegaban los ferrocarriles, incluida la libre navegación por el lago Titicaca, y 33 anualidades de 80.000 libras esterlinas. El gobierno vio con buenos ojos este proyecto, pues permitía el restablecimiento del crédito del Perú en el exterior, así como la inyección de importantes capitales para la restauración de los ferrocarriles y la construcción de otros. El inconveniente más notorio, y que naturalmente acarrearía la crítica de la ciudadanía, era la entrega de los ferrocarriles a una compañía extranjera, pero una medida como esta se consideró justificada, teniendo en cuenta que tales ferrocarriles habían sido construidos con el dinero de los préstamos de 1869, 1870 y 1872.

## Los opositores
Conocida en el Perú la propuesta de Grace, se abrió el debate sobre si convenía para los intereses de la nación aceptarlo. Una posición surgida entre algunos peruanos era que la deuda debía ser pagada por Chile, ya que este país se había apoderado de los territorios salitreros y guaneros que habían sido garantía de los empréstitos de 1869, 1870 y 1872. Sin embargo, de acuerdo al Tratado de Ancón firmado con Chile y que puso fin a la guerra con dicha nación en 1883, Chile solo se comprometió a dar a los tenedores de bonos el 50 % del producto del guano en los territorios cedidos por el Perú, hasta que se agotaran los depósitos guaneros. Por lo demás, el valor de todos los depósitos de guano no habría bastado para cubrir toda la deuda derivada de los empréstitos peruanos, por lo que se precisaba buscar una salida realista, para que no siguiera creciendo la deuda con sus intereses.

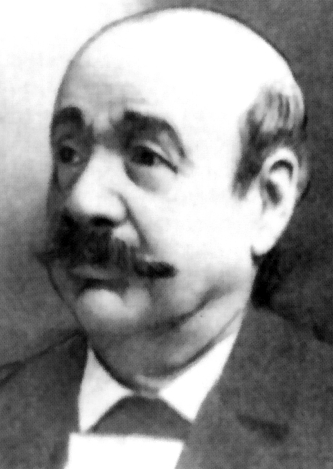
José María Químper, el infatigable diputado que se opuso a la ratificación del Contrato Grace.

Entre los opositores al contrato destacó nítidamente José María Químper, antiguo integrante del Gabinete de los Talentos y entonces diputado por Camaná. Escribió al respecto un folleto titulado Las propuestas de los tenedores de bonos (1886), donde acusó al gobierno de Chile de ser el inspirador del contrato; asimismo, sostuvo que el Perú quedaría atados de pies y manos a los intereses del imperialismo británico y que la cesión de ferrocarriles era excesivamente entreguista, pues se otorgaba más de lo que se recibía a cambio. Para Químper, Chile era quien debía asumir la responsabilidad de la deuda peruana, por haberse apoderado de los yacimientos guaneros que habían sido la garantía de la deuda peruana, posición demagógica que, como era de esperarse, fue apoyada rápidamente por la mayoría de la población peruana. A lo largo de varias legislaturas, este personaje entabló una lucha enconada para evitar la ratificación del contrato, siendo una de sus tácticas alargar los debates mediante larguísimos discursos, uno de ellos de seis horas de duración.
El escritor José Arnaldo Márquez, a través de su opúsculo La orgía financiera del Perú (que publicó anónimamente en Santiago de Chile, en 1888), se opuso también al contrato.

## Aceptación oficial de la propuesta de Grace
Ante la corriente opositora surgida en el Perú, Grace intentó mostrarse más flexible y presentó un segundo proyecto por el cual redujo a 66 los 75 años de usufructo de los ferrocarriles, entre otras atenuantes más.
Estudiada la propuesta por el gobierno peruano, hubo un primer informe favorable emitido por la comisión integrada por Aurelio Denegri, Francisco García Calderón y Francisco Rosas, no tanto por considerar que tuviese ventajas, sino porque no encontraban otras alternativas posibles ante la crítica situación hacendaria. Otro informe positivo fue el del fiscal de la nación, Araníbar, mientras que el de su antecesor,  Manuel Atanasio Fuentes (fiscal interino) fue contrario.
Por fecha del 19 de febrero de 1887, y luego de los estudios y consultas realizados, el gobierno peruano expidió la resolución suprema donde se aceptaba la propuesta de Grace, con algunas condiciones. La firmaron el presidente Cáceres y su ministro Manuel Irigoyen.

## El contrato Araníbar-Tyler
Para negociar con los tenedores de bonos las bases propuestas por el gobierno peruano, fue comisionado a Londres José Araníbar, quien se reunió con sir Henry Whatley Tyler, presidente del comité de tenedores de bonos y con Michael Grace y Gerald Augustus Ollard. Se firmó el llamado Contrato Araníbar-Tyler (26 de mayo de 1887).
Pero enterado el gobierno chileno de la firma de dicho documento, se opuso a su aprobación, expresando que objetaría todo pacto que no dejase claramente establecido que Chile no tenía obligaciones por la deuda peruana aparte de lo claramente explicitado en el Tratado de Ancón. El gobierno peruano se inhibió entonces de someter dicho contrato a la aprobación del Congreso y a través de su cancillería expresó al gobierno chileno que en adelante tendría en cuenta lo señalado.

## El contrato Aspíllaga-Donoughmore
Un nuevo contrato fue suscrito entre el 5.º conde de Donoughmore, representante de los acreedores, y el ministro de Hacienda peruano Ántero Aspíllaga, el 25 de octubre de 1888. Ese mismo mes se instaló el Congreso Extraordinario que empezó a discutir el contrato.

## Debate en el Congreso y aprobación
Una minoría de diputados encabezada por Químper inició en el segundo Congreso Extraordinario de enero de 1889 una obstrucción sistemática contra el contrato, prolongando indefinidamente los debates. Para esta minoría, el Perú se comprometía a pagar mucho más de lo que en realidad los bonos o títulos de la deuda valían en el mercado, y que por lo demás, no le correspondía hacer ese pago. La táctica empleada por esta minoría fue el ausentismo para frustrar el quórum legal. La mayoría hizo entonces una declaración, dando cuenta a la Nación y al Poder Ejecutivo de la situación y sosteniendo que los diputados disidentes, al negarse a contribuir con su voto y su presencia, habían cesado en el ejercicio de sus cargos (14 de febrero de 1889).
Después de algunos titubeos, el gobierno decidió en abril de 1889 considerar vacantes los escaños de la minoría, convocando además a elecciones parciales en las provincias que representaban esos diputados. Barrida así la oposición por medio de un cuestionable procedimiento, se reunió el cuarto Congreso extraordinario, que aprobó con algunas modificaciones de detalle el contrato Aspillaga - Donoughmore (25 de octubre de 1889).

## Contenido
Estas fueron las principales cláusulas del contrato:
- A cambio de la liquidación de su cuantiosa deuda externa, el Perú se comprometió a ceder a los tenedores de bonos de la deuda externa todos los ferrocarriles del Estado por espacio de 66 años. Estos ferrocarriles eran los siguientes:
  - Mollendo-Arequipa-Puno-Juliaca-Santa Rosa.
  - Pisco-Ica
  - Callao-Chincha
  - Lima-Ancón
  - Chimbote-Suchimán
  - Pacasmayo-Guadalupe
  - Salaverry-Trujillo-Ascope
  - Paita-Piura.
  - Callao-Lima-Chosica-Chilca.
- Además de ello, el Estado peruano hacía las siguientes concesiones a los bonistas:
  - El derecho de exportación del guano existente en el territorio nacional hasta tres millones de toneladas inglesas, así como el sobrante que quedase del 50 % del guano de islas de Lobos que le correspondía al Perú según el Tratado de Ancón, una vez que fueran saldadas con parte de ese monto sus deudas con Chile, por obligaciones y adelantos asumidos por el anterior gobierno de Miguel Iglesias.
  - La libre navegación en el lago Titicaca (aunque las naves debían llevar bandera peruana) y la propiedad de los vapores de propiedad fiscal que navegaran en el lago
  - El libre uso de los muelles de Mollendo, Pisco, Ancón, Chimbote, Pacasmayo, Salaverry y Paita, para el tráfico que demandase la construcción y ampliación de las vías férreas.
- Por su parte, los tenedores de bonos se comprometían a lo siguiente:
  - A concluir en tres años el tramo ferroviario de Chicla a La Oroya (ferrocarril central) y en dos años el de Santa Rosa a Maranganí, y dentro de los dos años siguientes, la línea Maranganí a Sicuani (ferrocarril del sur).
  - A construir dentro de seis años un total de 160 km más de cualquier otro ferrocarril.
  - A reparar y poner en buen estado de servicio dentro de los dos años siguientes todos los ferrocarriles que recibían.
- El gobierno peruano se comprometía a pagar al comité de tenedores 33 anualidades de 80.000 libras esterlinas cada una anualmente.
- Y finalmente, el comité debía formar y constituir una compañía en Londres, debidamente registrada, a la que serían transferidas las concesiones, propiedades y obligaciones impuestas al comité, según el contrato.

Cabe señalar que las concesiones mineras mencionadas en los primeros proyectos del contrato quedaron eliminadas. En cuanto a las concesiones de tierras de colonización, estas fueron autorizadas por una ley y una resolución posterior, aunque en la práctica no tuvieron resultados de importancia.
Entre los tenedores de bonos y los gobiernos de Chile y del Perú se celebró el 8 de enero de 1890 un acta y un protocolo (llamado Elías-Castellón), arreglando todo lo relacionado con el guano de Tarapacá, directamente afectados en la cancelación de la deuda externa peruana.

## Creación de laPeruvian Corporation
Aprobado el contrato, los bonistas ingleses crearon la  compañía The Peruvian Corporation y cambiaron sus bonos, que fueron anulados, por acciones de la misma. En julio de 1890 los ferrocarriles del Estado peruano pasaron a manos de dicha compañía, por 66 años, según lo estipulado en el contrato.
Quienes defendieron el contrato Grace sostenían que su vigencia y aplicación haría mejorar y crecer la red ferroviaria de la nación. Pero lo real fue que la Peruvian sólo dedicó su preocupación a ampliar las vías Central y del Sur, obra muy importante por cierto, pero descuidó todo el resto de la gran red ferroviaria que recibió, e incluso, algunas de estas líneas se abandonaron totalmente.
El contrato Grace sería modificado durante el primer gobierno de José Pardo y Barreda en 1905 y durante el oncenio de Augusto B. Leguía en 1928.

## Ventajas y desventajas

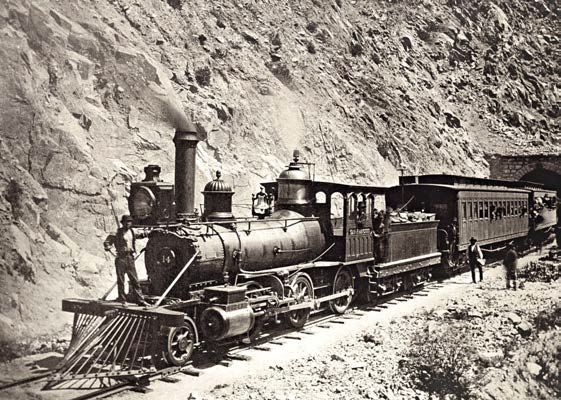
Ferrocarril peruano administrado por la Peruvian Corporation tras la firma del Contrato Grace.

La ventaja notoria que logró el Perú con la firma de este Contrato fue la anulación de su cuantiosa deuda externa proveniente de los empréstitos de 1869 a 1872, que con intereses llegaba a una enorme suma que en esos momentos resultaba imposible pagar. La recuperación del crédito externo y del prestigio nacional era entonces de suma prioridad para llevar adelante el proceso de Reconstrucción Nacional, que por entonces inició el Perú luego de la desastrosa guerra con Chile. Asimismo, los bonistas asumían la obligación de realizar inversiones, capitales estos que eran muy importantes para el resurgimiento económico del país.
La desventaja palmaria fue la entrega de toda la red ferroviaria pública a las manos de una compañía extranjera, primero británica y luego norteamericana. Aquellas vías eran entonces de vital importancia, pues eran las únicas que conectaban la costa con el interior del país y sus más importantes centros mineros, teniendo en cuenta que la minería ha sido tradicionalmente la mayor fuente de divisas del Perú. Prácticamente quedó pues, bajo control extranjero, la mayor parte de los recursos del país. Ya vimos también que la Peruvian Corporation no cumplió a cabalidad su compromiso de ampliar la red ferroviaria, ya que dejó en abandono muchas líneas.
Asimismo, siguiendo en el rubro de las desventajas, se ha sostenido con fundamento que en esta transacción el Perú pagó en demasía, tal como lo dijeron en su momento Químper y sus partidarios. Años después, el presidente Guillermo Billinghurst, en un mensaje al Congreso fechado en 1913, aportó cifras tremendamente reveladoras: el valor de los bonos de la deuda externa peruana, al momento de celebrarse el Contrato Grace, solo llegaba a la cifra de 2.368.832 de libras esterlinas; este monto fue cancelado concediéndoles a los bonistas bienes cuyo valor superaba ese adeudo en más o menos seis veces, ya que se les pagó con bienes que tenían un valor sumado de 18.204.628 libras, distribuidos así:
- 17.013,680 libras, que era el precio de los ferrocarriles entregados,
- 650.948 libras en dinero efectivo abonado a los acreedores, y
- 630.000 libras pagados a los acreedores en bonos de la deuda externa chilena.

No obstante, queda en la incógnita si el gobierno de Cáceres pudo haber logrado un acuerdo más justo y equilibrado con los bonistas, o si en realidad optó por la solución más realista en ese momento.